# Горнер (ледник)
Горнер (на немски Gornergletscher) е най-големият ледник в Пенинските Алпи и един от най-големите в Алпите изобщо. Намира се в Швейцария (кантон Вале), в масива Монте Роза, от северната страна. Има площ 60 кв. км и дължина 12,9 км – това го прави конкурент за второто място в планината, заедно с Мер дьо Глас в масива Монблан. Те отстъпват само на Алечкия ледник в Бернските Алпи. Според данни от 1976 г. обаче площта му е била 69 кв. км, което показва чувствително свиване.
В зоната на подхранване, която се простира на 3300 м н. в., Горнер се формира от няколко малки ръкава – Монте Роза, Гренц, Цвилингс, Брайтхорн и др. От тях Гренц е най-важен – при мястото на сливането той толкова мощен, колкото и самият Горнер. В този район се образува сезонното ледниково езеро Горнерзее, което се запълва с вода през пролетта и пресъхва през лятото. В края на ледника (на височина 2140 м) започва река Горнера, част от речната система на Рона.
В историческо време ледникът е достигнал максималната си дължина през Малкия ледников период (ХVІІ – ХІХ в.). Тогава е достигал 14 – 15 км, доколкото се съди по неговата челна морена. От друга страна, преди около 2000 г. и през ХІ в. е имало отдръпване приблизително до съвременните му размери.
Горнер се намира над известния курорт Цермат и е в един от най-добре проучените райони на Алпите (близо до него е Матерхорн). Самият ледник също е проучван многократно. Въз основа на това са направени редица заключения в областта на глациологията. Достъпът е лесен благодарение на железопътната линия Горнерграт, а от площадка със същото име се открива пленителна гледка към ледника.